# Самково (Смоленская область)
Самково — деревня в Гагаринском районе Смоленской области России. Входит в состав Мальцевского сельского поселения. Население — 7 жителей (2007). 
Расположена в северо-восточной части области в 16 км к юго-востоку от Гагарина, в 5 км южнее автодороги М1 «Беларусь». В 10 км северо-западнее деревни расположена железнодорожная станция Колесники на линии Москва — Минск. 

## История
В годы Великой Отечественной войны деревня была оккупирована гитлеровскими войсками в октябре 1941 года, освобождена в марте 1943 года. 